# Лутовье (Житковичский район)
Лутовье (бел. Лутоўе) — деревня в Морохоровском сельсовете Житковичского района Гомельской области Белоруссии.
На юге, востоке и севере граничит с лесом.

## Административное устройство
До 11 января 2023 года входила в состав Дяковичского сельсовета. В связи с объединением Морохоровского и Дяковичского сельсоветов Житковичского района Гомельской области в одну административно-территориальную единицу — Морохоровский сельсовет, включена в состав Морохоровского сельсовета.

## География

### Расположение
В 59 км на северо-восток от Житковичей, 34 км от железнодорожной станции Старушки (на линии Лунинец — Калинковичи), 292 км от Гомеля.

## Гидрография
На западе начинается канава Катуха, соединяющаяся с озером Червоное.

## Транспортная сеть
Транспортные связи по просёлочной, затем автомобильной дороге Морохорово — Любань. Планировка состоит из почти прямолинейной улицы, ориентированной с юго-запада на северо-восток, к которой с севера присоединяется короткая прямолинейная улица. Застройка двусторонняя, деревянная, усадебного типа.

## История
Основана в начале XX века переселенцами из соседних деревень. В 1930 году жители вступили в колхоз. Во время Великой Отечественной войны немецкие оккупанты в марте 1943 года полностью сожгли деревню. 29 жителей погибли на фронте. Согласно переписи 1959 года в составе колхоза «Октябрь» (центр — деревня Дяковичи). Действовал клуб.

## Население

### Численность
- 2004 год — 36 хозяйств, 71 житель.

### Динамика
- 1940 год — 53 двора, 212 жителей.
- 1959 год — 286 жителей (согласно переписи).
- 2004 год — 36 хозяйств, 71 житель.